# 劉禕 (北朝)
劉 禕（りゅう い、生没年不詳）は、北魏から東魏にかけての学者・官僚。字は彦英。本貫は彭城郡。

## 経歴
北魏の南兗州刺史の劉世明の子として生まれた。学問を好み、とくに三礼に通じた。孝昌年間、太学博士となった。後に睢州刺史に転じた。任期を終えると、郷里に帰って父の病床に侍り、入朝しようとしなかった。父が死去すると、長いあいだ腰を下ろして動かなかったため、杖なしでは立ち上がれなくなった。高澄に招かれたが、病と称して応じなかった。武定末年、冠軍将軍・中散大夫の位を受けた。

## 子女
- 劉璇
- 劉玘
- 劉璞
- 劉瑗
- 劉瓚[2]

## 伝記資料
- 『魏書』巻55 列伝第43
- 『北斉書』巻35 列伝第27